# Weberstraße 19 (Quedlinburg)

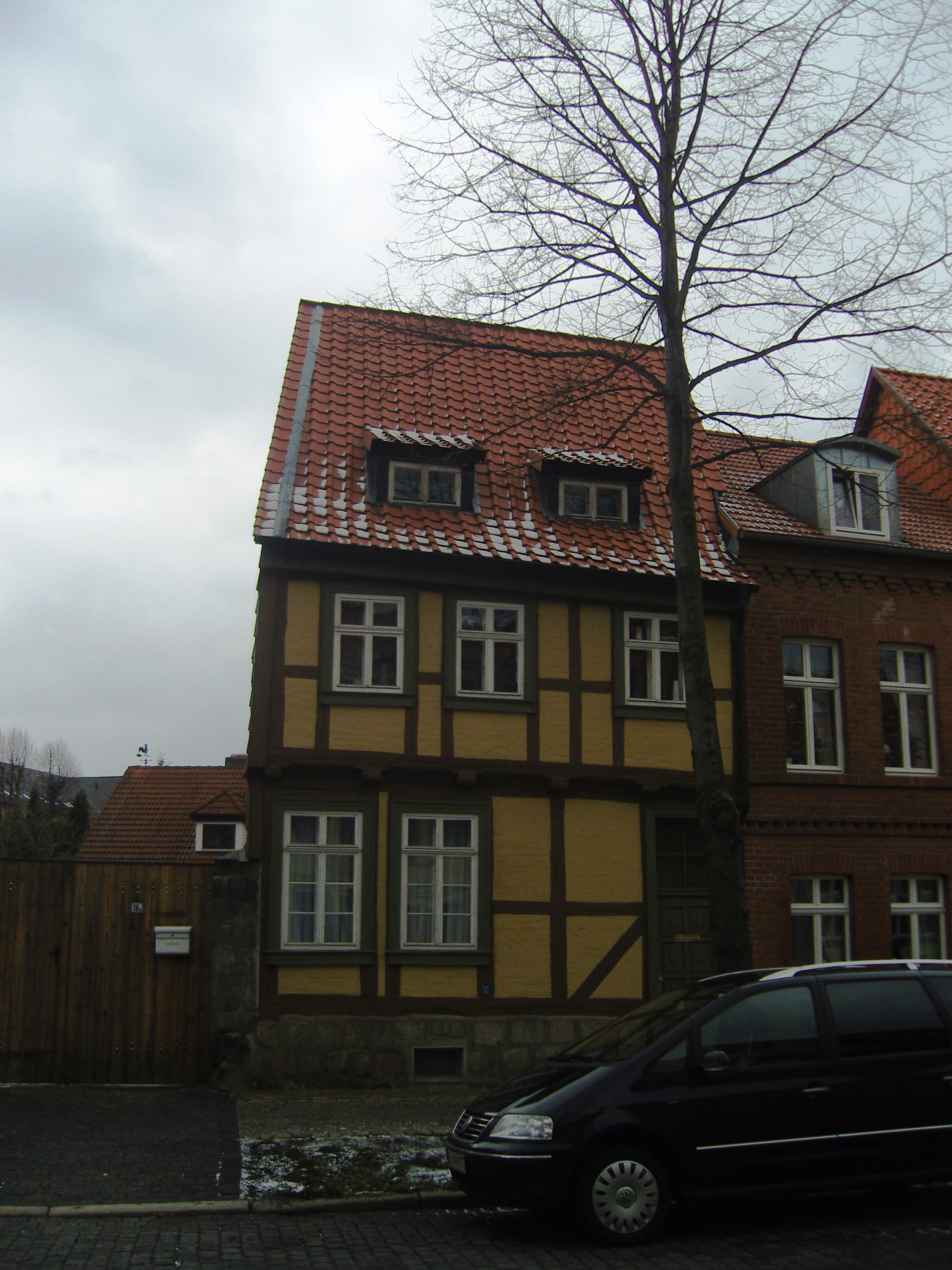
Haus Weberstraße 19

Das Haus Weberstraße 19 ist ein denkmalgeschütztes Gebäude in der Stadt Quedlinburg in Sachsen-Anhalt.

## Lage
Es befindet sich im nördlichen Teil der historischen Quedlinburger Neustadt und gehört zum UNESCO-Weltkulturerbe. Im Quedlinburger Denkmalverzeichnis ist es als Wohnhaus eingetragen. Nördlich grenzt das gleichfalls denkmalgeschützte Haus Weberstraße 20 an.

## Architektur und Geschichte
Das schmale zweigeschossige Fachwerkhaus entstand in der Zeit um 1700. Die Stockschwelle ist aufwendig verziert und verfügt über Schiffskehlen. Im 19. Jahrhundert erfolgte eine Neugestaltung der Fassade.